# Курсаковская (платформа)
Курса́ковская — остановочный пункт Рижского направления Московской железной дороги в посёлке Курсаково городского округа Истра Московской области. 
Количество платформ: 2.
К западу от платформ находится железнодорожный переезд.
С этой платформы начинается 9 тарифная зона.